# Extraliga (Slowakei, Schach) 2017/18
Die Extraliga 2017/18 war die 26. Spielzeit der slowakischen Extraliga im Schach.

## Teilnehmende Mannschaften und Modus
Am Start waren mit ŠK Dunajská Streda, REINTER Snina, ŠK Slovan Commander Bratislava, ŠK Prakovce, ŠO TJ Slávia UPJŠ Košice, ŠK Modra, Liptovská šachová škola, TJ INBEST Dunajov, ŠKŠ Dubnica und dem ŠK Osuské die zehn Erstplatzierten der Extraliga 2016/17, außerdem waren der ŠK AQUAMARIN Podhájska und der ŠK Junior CVČ Banská Bystrica aus der 1. Liga aufgestiegen.
Die zwölf Mannschaften spielten ein einfaches Rundenturnier an acht Brettern, über die Platzierung entschieden zunächst die Anzahl der Mannschaftspunkte (drei Punkte für einen Sieg, ein Punkt für ein Unentschieden, kein Punkt für eine Niederlage), anschließend die Anzahl der Brettpunkte (ein Punkt für eine Gewinnpartie, ein halber Punkt für eine Remispartie, kein Punkt für eine Verlustpartie). Die beiden Letzten stiegen ab und wurden durch die Sieger beider Staffeln der 1. Liga ersetzt.
Zu den gemeldeten Mannschaftskadern der teilnehmenden Vereine siehe Mannschaftskader der Extraliga (Slowakei, Schach) 2017/18.

## Termine
Die Wettkämpfe fanden statt am 30. September, 1. Oktober, 11. und 12. November, 9. und 10. Dezember 2017, 6. und 7. Januar sowie 2., 3. und 4. März 2018.

## Saisonverlauf
Der ŠK Dunajská Streda, REINTER Sina, der ŠK Prakovce und der ŠK Slovan Bratislava lieferten sich einen Vierkampf um den Titel, den der Titelverteidiger Dunajská Streda erst in der letzten Runde für sich entschied. Während ŠO TJ Slávia UPJŠ Košice vorzeitig als Absteiger feststand, fiel die Entscheidung über den zweiten Absteiger erst in der letzten Runde gegen den ŠK Junior CVČ Banská Bystrica.

## Tabelle
| Pl. | Verein                               | Sp | G | U | V  | MP | Brett-P.  |
| --- | ------------------------------------ | -- | - | - | -- | -- | --------- |
| 01. | ŠK Dunajská Streda (M)               | 11 | 8 | 2 | 1  | 26 | 56,0:32,0 |
| 02. | ŠK Prakovce - www.sachovetreningy.sk | 11 | 8 | 2 | 1  | 26 | 51,5:36,5 |
| 03. | REINTER Snina                        | 11 | 8 | 1 | 2  | 25 | 50,5:37,5 |
| 04. | ŠK Slovan Commander Bratislava       | 11 | 8 | 0 | 3  | 24 | 53,5:34,5 |
| 05. | ŠK Modra                             | 11 | 6 | 1 | 4  | 19 | 50,5:37,5 |
| 06. | TJ INBEST Dunajov                    | 11 | 5 | 3 | 3  | 18 | 43,5:44,5 |
| 07. | ŠKŠ Dubnica nad Váhom                | 11 | 3 | 3 | 5  | 12 | 41,0:47,0 |
| 08. | Liptovská šachová škola              | 11 | 4 | 0 | 7  | 12 | 39,0:49,0 |
| 09. | ŠK AQUAMARIN Podhájska (N)           | 11 | 2 | 3 | 6  | 9  | 39,0:49,0 |
| 10. | ŠK Osuské                            | 11 | 2 | 1 | 8  | 7  | 35,0:53,0 |
| 11. | ŠK Junior CVČ Banská Bystrica (N)    | 11 | 2 | 1 | 8  | 7  | 32,0:56,0 |
| 12. | ŠO TJ Slávia UPJŠ Košice             | 11 | 1 | 0 | 10 | 3  | 36,5:51,5 |

## Entscheidungen
|     | Slowakischer Meister: ŠK Dunajská Streda                                          |
|     | Absteiger in die 1. liga: ŠK Junior CVČ Banská Bystrica, ŠO TJ Slávia UPJŠ Košice |
| (M) | Meister der letzten Saison                                                        |
| (N) | Aufsteiger der letzten Saison                                                     |

## Kreuztabelle
| Ergebnisse | Ergebnisse                           | 01. | 02. | 03. | 04. | 05. | 06. | 07. | 08. | 09. | 10. | 11. | 12. |
| ---------- | ------------------------------------ | --- | --- | --- | --- | --- | --- | --- | --- | --- | --- | --- | --- |
| 01.        | ŠK Dunajská Streda                   |     | 4   | 3½  | 4½  | 4   | 5   | 5   | 7   | 7½  | 5   | 6   | 4½  |
| 02.        | ŠK Prakovce - www.sachovetreningy.sk | 4   |     | 4½  | 4½  | 4½  | 4   | 6   | 4½  | 3½  | 6   | 5   | 5   |
| 03.        | REINTER Snina                        | 4½  | 3½  |     | 5½  | 2   | 5½  | 4   | 4½  | 5½  | 5   | 5½  | 5   |
| 04.        | ŠK Slovan Commander Bratislava       | 3½  | 3½  | 2½  |     | 4½  | 6   | 7½  | 4½  | 5   | 6   | 6   | 4½  |
| 05.        | ŠK Modra                             | 4   | 3½  | 6   | 3½  |     | 3   | 5   | 5½  | 2½  | 6   | 5½  | 6   |
| 06.        | TJ INBEST Dunajov                    | 3   | 4   | 2½  | 2   | 5   |     | 4   | 4½  | 4   | 4½  | 5½  | 4½  |
| 07.        | ŠKŠ Dubnica nad Váhom                | 3   | 2   | 4   | ½   | 3   | 4   |     | 3½  | 4   | 5½  | 6½  | 5   |
| 08.        | Liptovská šachová škola              | 1   | 3½  | 3½  | 3½  | 2½  | 3½  | 4½  |     | 4½  | 5½  | 2½  | 4½  |
| 09.        | ŠK AQUAMARIN Podhájska               | ½   | 4½  | 2½  | 3   | 5½  | 4   | 4   | 3½  |     | 4   | 4   | 3½  |
| 10.        | ŠK Osuské                            | 3   | 2   | 3   | 2   | 2   | 3½  | 2½  | 2½  | 4   |     | 6   | 4½  |
| 11.        | ŠK Junior CVČ Banská Bystrica        | 2   | 3   | 2½  | 2   | 2½  | 2½  | 1½  | 5½  | 4   | 2   |     | 4½  |
| 12.        | ŠO TJ Slávia UPJŠ Košice             | 3½  | 3   | 3   | 3½  | 2   | 3½  | 3   | 3½  | 4½  | 3½  | 3½  |     |

## Die Meistermannschaft
| 1.            | ŠK Dunajská Streda |
| Schachfiguren | Viktor Erdős, Levente Vajda, Támas Petényi, Miklós Németh, Albert Bokros, Attila Czebe, Zoltán Varga, Máté Bagi, Michal Mészáros, Attila István Csonka, Milan Ráchela, David Varga, László Takács, Tibor Mátis. |